# Беттмеральп (Вале)
Беттмеральп (нім. Bettmeralp VS) — громада  в Швейцарії в кантоні Вале, округ Східний Рарон.

## Географія
Громада розташована на відстані близько 80 км на південний схід від Берна, 60 км на схід від Сьйона.
Беттмеральп має площу 28,8 км², з яких на 1,5% дозволяється будівництво (житлове та будівництво доріг), 17,2% використовуються в сільськогосподарських цілях, 15,4% зайнято лісами, 65,9% не є продуктивними (річки, льодовики або гори).

## Демографія
2019 року в громаді мешкало 450 осіб (+0,9% порівняно з 2010 роком), іноземців було 12,7%. Густота населення становила 16 осіб/км².
За віковим діапазоном населення розподілялося таким чином: 15,6% — особи молодші 20 років, 62,2% — особи у віці 20—64 років, 22,2% — особи у віці 65 років та старші. Було 226 помешкань (у середньому 2 особи в помешканні).
Із загальної кількості 617 працюючих 21 був зайнятий в первинному секторі, 29 — в обробній промисловості, 567 — в галузі послуг.